# Rechaud (Kocher)

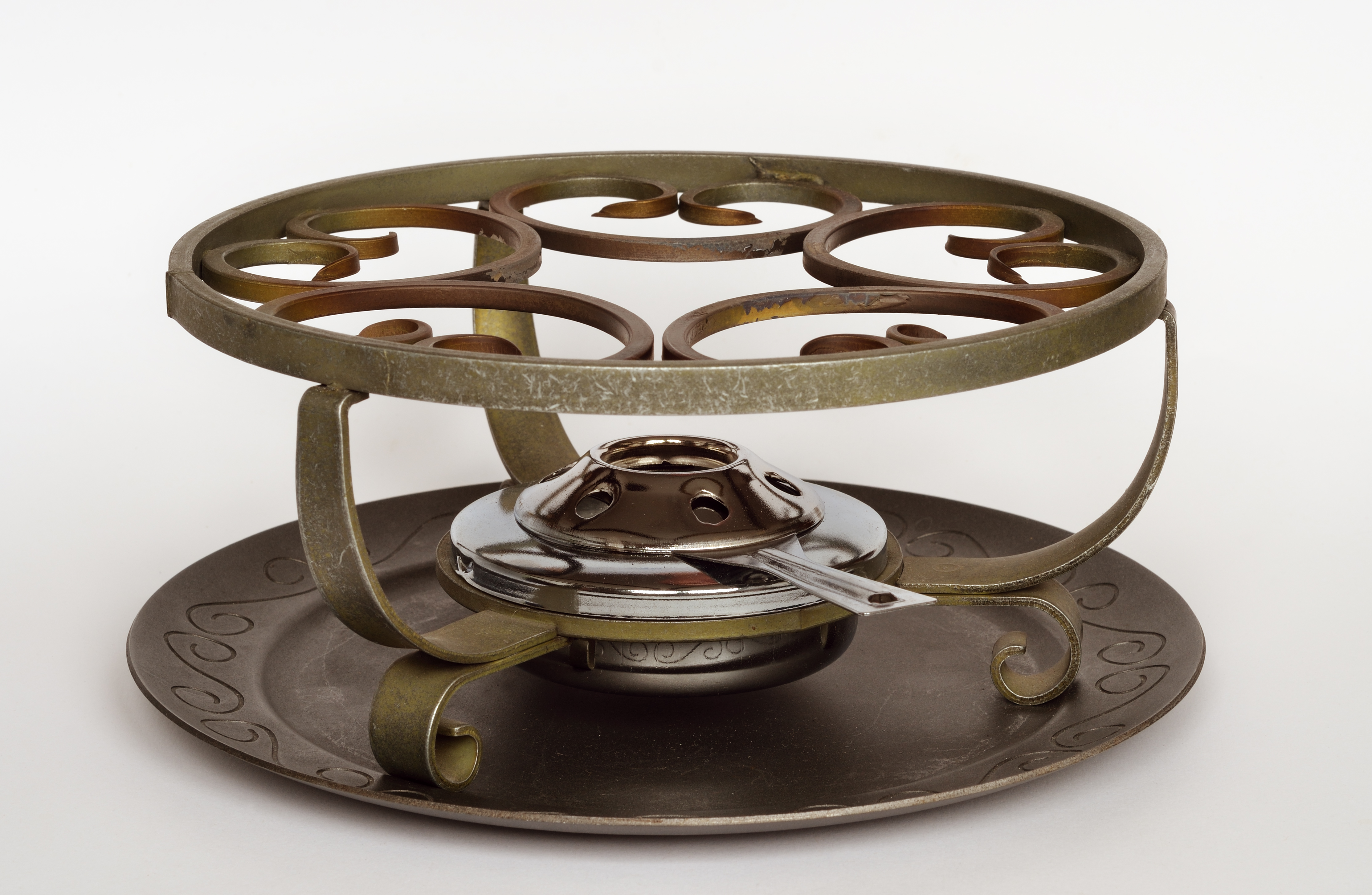
Rechaud für Caquelon

Ein Rechaud [ʀeˈʃoː] (französisch réchaud „Stövchen“, „Kocher“, abgeleitet von réchauffer „wieder aufwärmen“, „aufheizen“) ist ein Tischgerät zum Warmhalten oder Erhitzen von Speisen und Getränken. Die klassische Form, die seit etwa 1800 bekannt ist, funktioniert mit einer offenen Flamme und wird entweder mit Brennspiritus, Gas oder einer speziellen Brennpaste betrieben. Moderne Geräte funktionieren teilweise auch mit Strom.
Rechauds werden zum Beispiel verwendet für die Zubereitung von Fondue, Raclette und Feuerzangenbowle. Sie werden sowohl im Haushalt als auch in der Gastronomie eingesetzt.
Zum Warmhalten von Tee oder anderen Heißgetränken benutzt man ein Stövchen, das auch zu den Rechauds gehört und in der Regel mit einem Teelicht, in seltenen Fällen aber auch mit Strom, beheizt wird.

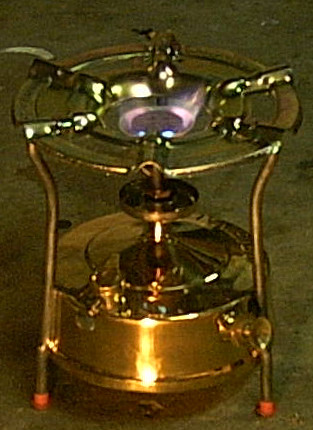
Klassisches Rechaud mit Petroleum

Frühe Formen von Rechauds (Feuerschalen) gab es bereits in der Antike und wurden von Cicero beschrieben. Beheizt wurden sie mit glühender Asche oder Kohlen. Um 1800 entstand die klassische Form eines Metallstövchens, das mit Spiritus oder Petroleum beheizt wurde. In den USA wurden Rechauds Ende des 19. Jahrhunderts populär, als das New Yorker Luxushotel Waldorf-Astoria damit am Tisch Gerichte für prominente Persönlichkeiten zubereitete und den Tischkocher so in die gehobene Gastronomie einführte.
Ein Rechaud hat im Prinzip die gleiche Funktion wie das Stövchen, nur wird der erste Begriff mehr für Speisen, der zweite mehr für Tee und andere Heißgetränke verwendet. Zur Geschichte und begrifflichen Abgrenzung siehe dort.